# 藤原雅隆
藤原 雅隆（ふじわら の まさたか、旧字体：藤󠄁原 雅󠄂隆󠄁）は、平安時代後期から鎌倉時代初期にかけての公卿。藤原北家良門流、権中納言・藤原光隆の長男。官位は正三位・非参議。

## 経歴
久寿2年（1155年）藤原得子（美福門院）判代官、蔵人に補され、従五位下に叙爵。保元2年（1157年）従五位上に進み、永暦元年（1160年）備後守に任官。応保元年（1161年）左衛門佐を兼ね、長寛2年（1164年）備後守を重任する。
永万2年（1166年）正五位下、続いて従四位下、仁安3年（1168年）従四位上に叙される。嘉応2年（1170年）美作守に遷任し、嘉応3年（1171年）正四位下に昇叙。安元2年（1176年）後白河法皇の五十賀にて、千手観音堂を寄進している。安元3年（1177年）越後守を務め、治承3年（1179年）大蔵卿に任ぜられた。寿永2年（1183年）内蔵頭・平信基が平家の一門都落ちに従い、解官されたため雅隆は後任として内蔵頭に任ぜられた。
元暦2年（1185年）従三位に叙され公卿に列す。建久9年（1198年）には正三位に進み、正治3年（1201年）皇后宮権大夫に任ぜられる。元久3年（1206年）大夫を辞した。
元仁元年（1224年）薨去。享年78。

## 官歴
※以下、『公卿補任』の記載に従う。
- 久寿2年（1155年）正月12日：美福門院判官代に補す[2]。正月14日：蔵人に補す。元院判代官。4月8日：従五位下に叙す（中宮久寿元御給）。
- 保元2年（1157年）10月22日：従五位上に叙す。
- 永暦元年（1160年）6月20日：備後守に任ず。
- 応保元年（1161年）9月15日：左衛門佐に任ず。守如元。
- 長寛2年（1164年）正月：備後守重任。
- 永万元年12月30日（1166年2月2日）：昇殿を聴す。
- 永万2年（1166年）正月12日：正五位下に叙す（佐労）。4月6日：従四位下に叙す（皇嘉門院長寛元年未給）。
- 仁安元年12月30日（1167年1月22日）：昇殿を聴す。
- 仁安3年（1168年）8月4日：従四位上に叙す（朝覲行幸賞）。
- 仁安4年（1169年）正月11日：延任（1カ年）。
- 嘉応2年（1170年）正月18日：美作守に遷る。元備後守。
- 嘉応3年（1171年）正月6日：正四位下に叙す（新院当年御給）。
- 承安5年（1175年）5月22日：美作守重任。
- 安元3年（1177年）6月28日：越後守に遷る（親實解官替）。
- 治承3年（1179年）11月17日：大蔵卿に任ず（泰経朝臣今日解官替）。
- 養和2年（1182年）3月8日：大蔵卿を去る。
- 寿永2年（1183年）8月16日：内蔵頭に任じ（信基解官替）、越後守に遷る。
- 元暦2年（1185年）6月10日：従三位に叙す。
- 建久9年（1198年）11月21日：正三位に叙す（去長寛二年朝覲行幸前女御琮子給）。
- 正治3年（1201年）正月29日：皇后宮権大夫に任ず。8月1日：服解す。12月22日：復任す。
- 元久3年（1206年）9月2日：大夫を止む。

## 系譜
- 父：藤原光隆
- 母：藤原信通の娘
- 妻：不詳
- 生母不明の子女
  - 男子：藤原為信
  - 男子：藤原長隆
  - 男子：藤原仲隆
  - 男子：藤原有隆
  - 男子：藤原重隆
  - 男子：隆尋
  - 女子：藤原家隆室
  - 女子：松殿忠房室